# 保守主义政党列表
保守主义政党指的是偏向右派的保守主義政党，大多主張維持社會現狀，或在穩定中求改革和進步，反對民主社會主義、社會民主主義、社會自由主義及支持保守主義，強調宗教、家庭等社會傳統價值觀。
大部分民主国家都有保守主义政党的存在。有些這類政黨直接以保守黨為名稱，如英國保守黨。有些非以此為名稱但實質上為該國的政黨，如澳大利亞自由黨、新西蘭國家黨等。
有些保守主义政党並非以保守主義創黨，是在演變過程中逐漸往保守主義傾倒。如美國的共和黨、中國國民黨等。
大部分保守黨均為保守黨組織國際民主聯盟的成員。

## 列表
- 保守黨 (英國)
- 加拿大保守黨
- 保守黨 (挪威)
- 保守人民黨 (丹麥)
- 共和黨 (美國)
- 愛爾蘭統一黨
- 共和黨 (法國)
- 德國基督教民主聯盟
- 聯盟 (澳洲)
  - 澳大利亞自由黨
  - 澳大利亞國家黨
- 新西蘭國家黨
- 中國國民黨
- 自由韓國黨
- 自由民主黨 (日本)
- 印度人民黨
- 以色列聯合黨
- 新民主黨 (希臘)
- 意大利力量黨
- 人民黨 (西班牙)
- 社會民主黨 (葡萄牙)
- 奧地利人民黨
- 青年民主主義者聯盟
- 溫和黨
- 民族聯合黨 (芬蘭)
- 獨立黨 (冰島)
- 人民行動黨